# Пхьончхан
Пхьончхан (кор. 평창, вимова [pʰʲʌŋ.tɕʰa̠ŋ]) — місто й однойменний округ провінції Канвон, Південна Корея.

## Історія
За часів Когурьо на місці сучасного Пхьончхана розташовувався округ (хьон) Уко, який потім, в епоху Об'єднаного Силла, був перейменований в Пего. В епоху Корьо, 1387 у округ отримав статус повіту (кун або гун) і сучасну назву. Відразу після цього Пхьончхану знову був привласнений статус округу, проте 1392 року Пхьончхан знову став повітом, оскільки тут народилася і жила дружина тодішнього короля Кореї — вана Мокчо.
За час свого існування Пхьончхан кілька разів змінював свої межі, остання зміна відбулася 1996 року.

## Спорт

### Олімпійські ігри (місто-кандидат)
Пхьончхан був містом-кандидатом від Південній Кореї на проведення XXII зимових Олімпійських ігор. Це була друга спроба Пхьончхана стати столицею зимової Олімпіади (після 2010).
22 червня 2006 року число кандидатів скоротилося до трьох: крім Пхьончхана, у фінал голосування вийшли Зальцбург (Австрія) і Сочі (Росія). В останнім раунді голосування 4 липня 2007 Зальцбург вибув першим, після чого Пхьончхан програв російському Сочі всього 4 голоси.
До цього Пхьончхан намагався стати столицею зимової Олімпіади 2010 року. Він виграв перший етап голосування, отримавши 51 голос (проти 40 у канадського Ванкувер а і 16 в австрійського Зальцбурга), однак у фінальному раунді голосування програв Ванкуверу з рахунком 53-56. Це було найдраматичніше голосування з тих пір як Сідней випередив Пекін у голосуванні на проведення Олімпіади 2000 року на 2 голоси.
Незважаючи на невдалі спроби прийняти Олімпіаду, влада Пхьончхана планують завершити будівництво олімпійських об'єктів і знову взяти участь у виборі міст-кандидатів на проведення Олімпійських ігор 2018 року. Розпочато будівництво готелів, нового гірськолижного курорту Alpensia. Була продовжена «Програма Мрії» (англ. Dream Program), підготовлена до заявки 2010 року.

### Зимові Олімпійські ігри 2018
З третьої спроби Пхьончхану все-таки вдалося стати столицею зимової Олімпіади. 6 липня 2011 року в ході сесії Міжнародного олімпійського комітету (МОК) в південноафриканському Дурбані було прийнято рішення, що Зимові Олімпійські ігри 2018 пройдуть в південнокорейському місті. Пхьончхан випередив німецький Мюнхен і французький Ансі, які також претендували на проведення Олімпіади. Столиця ігор 2018 визначилася в першому турі: корейське місто отримало більшість голосів.
| Результати голосування |                  |           |
| Кандидати              | Країна           | 1-й раунд |
| Пхьончхан              | Республіка Корея | 63        |
| Мюнхен                 | Німеччина        | 25        |
| Ансі                   | Франція          | 7         |

### Клімат
| Клімат (1981–2010, 1971–дотепер)             | Клімат (1981–2010, 1971–дотепер) | Клімат (1981–2010, 1971–дотепер) | Клімат (1981–2010, 1971–дотепер) | Клімат (1981–2010, 1971–дотепер) | Клімат (1981–2010, 1971–дотепер) | Клімат (1981–2010, 1971–дотепер) | Клімат (1981–2010, 1971–дотепер) | Клімат (1981–2010, 1971–дотепер) | Клімат (1981–2010, 1971–дотепер) | Клімат (1981–2010, 1971–дотепер) | Клімат (1981–2010, 1971–дотепер) | Клімат (1981–2010, 1971–дотепер) | Клімат (1981–2010, 1971–дотепер) |
| Показник                                     | Січ.                             | Лют.                             | Бер.                             | Квіт.                            | Трав.                            | Черв.                            | Лип.                             | Серп.                            | Вер.                             | Жовт.                            | Лист.                            | Груд.                            | Рік                              |
| Абсолютний максимум, °C                      | 8,7                              | 16,5                             | 19,7                             | 30,1                             | 31,0                             | 32,3                             | 32,0                             | 32,7                             | 29,0                             | 24,7                             | 21,5                             | 13,5                             | 32,7                             |
| Середній максимум, °C                        | −2,5                             | −0,4                             | 4,4                              | 12,9                             | 17,6                             | 20,5                             | 22,8                             | 22,8                             | 18,6                             | 14,0                             | 7,0                              | 0,5                              | 11,5                             |
| Середня температура, °C                      | −7,7                             | −5,5                             | −0,5                             | 7,0                              | 11,9                             | 15,7                             | 19,1                             | 19,1                             | 14,1                             | 8,3                              | 1,3                              | −4,4                             | 6,6                              |
| Середній мінімум, °C                         | −12,6                            | −10,5                            | −5,2                             | 1,2                              | 6,3                              | 11,2                             | 16,0                             | 16,1                             | 10,0                             | 3,1                              | −2,8                             | −9,1                             | 2,0                              |
| Абсолютний мінімум, °C                       | −28,9                            | −27,6                            | −23                              | −14,6                            | −4,7                             | −1,7                             | 4,4                              | 3,3                              | −2,3                             | −9,9                             | −18,7                            | −24,7                            | −28,9                            |
| Середня кількість сонячних годин на місяць   | 197,2                            | 185,2                            | 202,3                            | 226,6                            | 229,4                            | 179,8                            | 138,1                            | 130,7                            | 143,9                            | 193,3                            | 176,4                            | 191,9                            | 2194,8                           |
| Норма опадів, мм                             | 62.6                             | 53.6                             | 75.6                             | 89.5                             | 122.3                            | 201.0                            | 326.7                            | 420.9                            | 307.3                            | 124.9                            | 76.9                             | 36.8                             | 1898.0                           |
| Днів з опадами                               | 10,5                             | 10,5                             | 11,3                             | 9,5                              | 11,1                             | 13,2                             | 17,6                             | 17,8                             | 13,0                             | 8,7                              | 10,1                             | 9,4                              |                                  |
| Днів зі снігом                               | 13,0                             | 11,8                             | 12,0                             | 3,3                              | 0,2                              | 0,0                              | 0,0                              | 0,0                              | 0,0                              | 0,8                              | 5,2                              | 10,9                             | 57,2                             |
| Вологість повітря, %                         | 67.3                             | 67.0                             | 67.5                             | 61.0                             | 68.4                             | 79.2                             | 85.7                             | 87.0                             | 84.6                             | 75.2                             | 69.9                             | 67.3                             | 73.3                             |
| -------------------------------------------- | -------------------------------- | -------------------------------- | -------------------------------- | -------------------------------- | -------------------------------- | -------------------------------- | -------------------------------- | -------------------------------- | -------------------------------- | -------------------------------- | -------------------------------- | -------------------------------- | -------------------------------- |
| Джерело: Korea Meteorological Administration |                                  |                                  |                                  |                                  |                                  |                                  |                                  |                                  |                                  |                                  |                                  |                                  |                                  |

### Інше
У лютому 2009 року в Пхьончхані проходив Чемпіонат світу з біатлону 2009, в якому одна з гонок закінчилася зі скандалом.

## Адміністративний поділ
Пхьончхан адміністративно ділиться на 1 ип і 7 мьон:
| назва          | Хангиль   | Площа, км ² | Населення, чол | внутрішнє розподіл | Примітки                                         |
| -------------- | --------- | ----------- | -------------- | ------------------ | ------------------------------------------------ |
| Пхьончханип    | 평창읍    | 161,43      | 9559           | 31 рі              | Тут знаходиться уряд повіту.                     |
| Йонпхьонмьон   | 용평 면   | 135,38      | 3019           | 8 рі               | Великий гірськолижний курорт.                    |
| Мітханмьон     | 미탄면    | 109,74      | 1981           | 9 рі               |                                                  |
| Панніммьон     | 방림면    | 120,8       | 2453           | 3 рі               |                                                  |
| Понпхьонмьон   | 봉평 면   | 217,47      | 5273           | 9 рі               |                                                  |
| Тегвалльонмьон | 대관령 면 | 221,6       | 6165           | 6 рі               | Тут розташований спортивний комплекс Пхьончхана. |
| Техвамьон      | 대화 면   | 166,65      | 5942           | 5 рі               |                                                  |
| Чінбумьон      | 진부 면   | 331,14      | 10203          | 18 рі              |                                                  |

## Символи
- Квітка: королівська азалія.
- Дерево: ялиця.
- Птиця: мандаринова качка.
- Маскот: сніговик Нундунгі.